# Johann Eduard Hofmokl

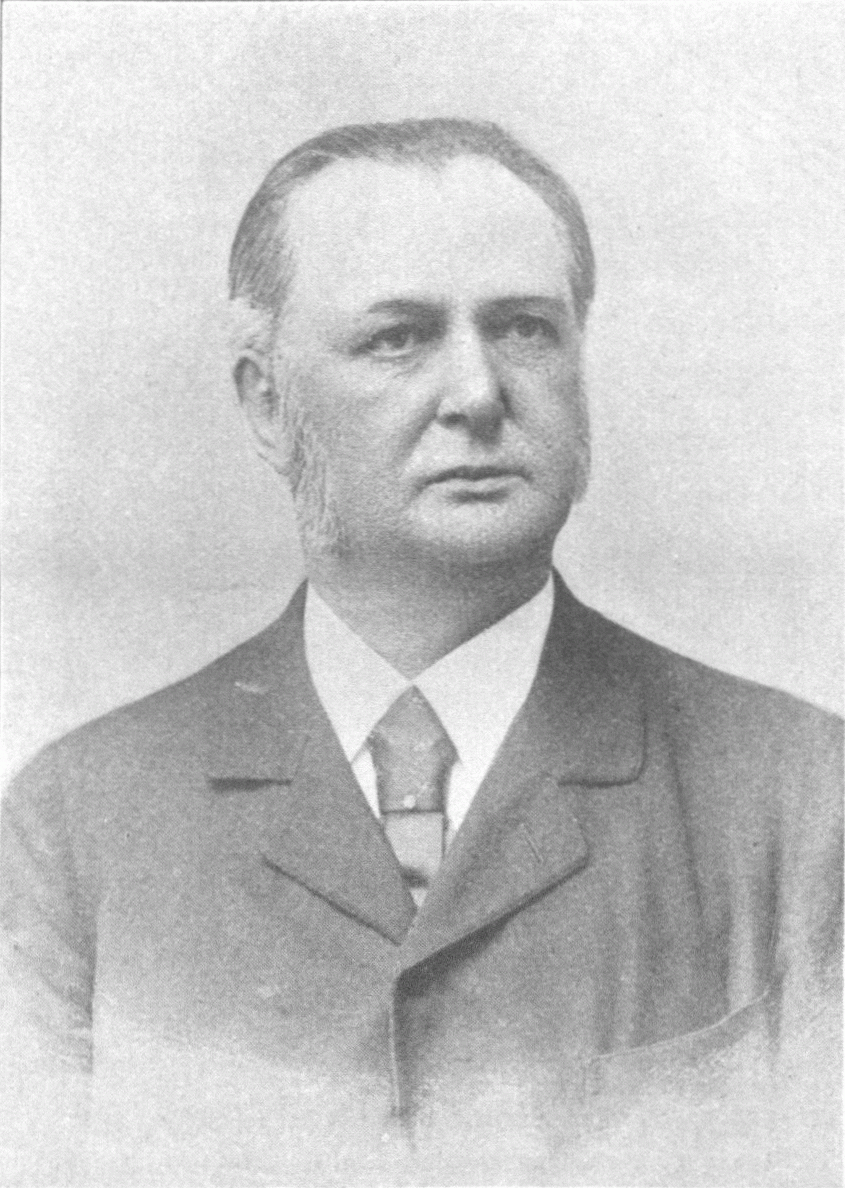
Hofrat Professor Dr. Johann Hofmokl, nach einem Photo von Viktor Angerer († 1894)

Johann Eduard Hofmokl (* 11. August 1840 in Brzezany in Galizien; † 25. März 1900 in Wien) war ein österreichischer Chirurg.

## Leben
Johann Eduard Hofmokl studierte an der Universität Wien Medizin, wo er 1865 sein Studium als Doktor der Medizin und der Chirurgie sowie als Magister der Geburtshilfe beendete. Anschließend war er unter Johann Dumreicher an der I. Chirurgischen Universitätsklinik am Allgemeinen Krankenhaus der Stadt Wien tätig, bei dem er sich 1871 auch habilitierte.
1873 wurde Johann Eduard Hofmokl Chefarzt der Chirurgischen Abteilung am Leopoldstädter Kinderspital, leitete zwischen 1876 und 1881 an der Wiener Allgemeinen Poliklinik eine chirurgische Abteilung und war ab 1881 Primararzt an der Krankenanstalt Rudolfstiftung.
Da Johann Eduard Hofmokl nach dem Tod von Johann Dumreicher drei Semester an der Universitätsklinik suppliert hatte, wurde er 1885 zum außerordentlichen Professor ernannt.
An der Universität Krakau wurde ihm ein Ordinariat angeboten. Dieses lehnte er jedoch zu Gunsten des ihm 1887 übertragenen Primariats an der III. Chirurgischen Abteilung am Allgemeinen Krankenhaus in Wien ab.
Als Mediziner beschäftigte er sich hauptsächlich mit inkarzerierten Hernien, mit der Kallusbildung – hier leistete er experimentelle Arbeiten bei Salomon Stricker – und der chirurgischen Begradigung von durch Rachitis verursachten Knochenkrümmungen.
Johann Eduard Hofmokl wurde 1900 zum Hofrat ernannt. Nach seinem Tod wurde die ehemalige Zappertgasse im 15. Wiener Gemeindebezirk Rudolfsheim-Fünfhaus nach ihm Hofmoklgasse benannt. Bestattet wurde er auf dem Wiener Zentralfriedhof am 27. März 1900 in einem Grab mit Grabnutzungsrecht auf Friedhofsdauer.

## Werke
- Beiträge zu Albert Eulenburgs Real-Encyclopädie der gesammten Heilkunde. Erste Auflage.
  - Band 1 (1880) (Digitalisat), S. 120–121: Acupressur; S. 121–122: Acupunctur; S. 122: Acutorsion; S. 150–151: Akidopeirastik; S. 331–333: Angioma
  - Band 6 (1881) (Digitalisat), S. 348–355: Hasenscharte